# Luchthaven Kirkenes Høybuktmoen
Luchthaven Kirkenes-Høybuktmoen (IATA: KKN, ICAO: ENKR) (Noors: Kirkenes lufthavn, Høybuktmoen) is het vliegveld van Kirkenes in het oosten van Finnmark, Noorwegen. Zoals de meeste Noorse vliegvelden wordt Kirkenes bediend door Avinor. Kirkenes is een primair vliegveld met een lange startbaan en geschikt voor passagiersvliegtuigen en heeft directe vluchten naar Oslo. Het is ook een regionale hub voor Widerøe, dat vanaf Kirkenes veel vluchten aanbiedt naar steden met korte landingsbanen in oostelijk Finnmark.
De terminal is nieuw, geopend op 4 mei 2006. Deze heeft de oude vervangen die uit 1963 stamde. Deze had maar beperkte faciliteiten voor internationale aankomsten en was te klein voor het verkeer dat er op Kirkenes kwam. Het vliegveld heeft in 2005 220.838 passagiers verwerkt. De ligging van het vliegveld is ten westen van de stad Kirkenes, op een schiereiland. Het is verbonden met de E6-snelweg. Er zijn een paar bussen die stoppen bij het vliegveld.